# マメダオシ
マメダオシ（豆倒し、学名：Cuscuta australis）は、ヒルガオ科・ネナシカズラ属に分類される一年草の一種。ダイズによく寄生して枯らすことから、この名がある。

## 特徴
マメ科などの植物に寄生する一年生のつる植物。蔓は細くて黄色く、宿主植物に巻き付く。花序は短く、花冠が約2mmの小さな白い花をつける。花期は、7-10月である。花は柄がなくて数個を束生し、花冠は五裂する。
直径3mmの球形の蒴果をつけ、熟すと不規則に裂ける。

## 分布と生育環境
日本を含む東アジア、オーストラリアに分布する。海岸や陽当たりの良い草地に生える。

## 分類
日本には同属の種が5種あり、中ではネナシカズラがもっとも普通である。本種はこの種に比べて蔓が遙かに細く、その色が黄色いことで区別できる。ただし、クロネナシカズラやアメリカネナシカズラはその点では似ており、区別は花の細かい構造を見る必要がある。

## 保全状況評価
絶滅危惧IA類 (CR)（環境省レッドリスト）
2007年以降の環境省レッドリストから絶滅危惧IA類に指定されている。